# باشگاه ورزشی شعب اب
باشگاه ورزشی و فرهنگی شعب اب یک باشگاه فوتبال حرفه ای یمنی است که در اب واقع شده است. این باشگاه در سال ۱۹۶۴ تاسیس شد.

## افتخارات
- لیگ یمن: ۳
- جام پرزیدنت یمن: ۲
- جام ۲۶ سپتامبر یمن: ۱
- سوپر جام یمن: ۱